# باد شمال (نقاشی)
بادِ شُمال یک نقاشی اثر هنرمند استرالیایی فردریک مک‌کوبین است که احتمالاً در سال ۱۸۸۸ میلادی خلق کرد. این نقاشی یک خانواده جوان را به تصویر می‌کشد — زن و کودک نشسته در گاری، مرد و یک سگ با پای پیاده — که از بوته‌زاری عبور می‌کنند که در آن باد شمال می‌وزد.
این نقاشی در سال ۱۹۴۱ توسط آلفرد فلتون به نگارخانه ملی ویکتوریا داده شد. این اثر در سال ۲۰۱۴ بازسازی شد.